# Irakisch-osttimoresische Beziehungen
Die irakisch-osttimoresischen Beziehungen beschreiben das zwischenstaatliche Verhältnis des Iraks und Osttimors.

## Geschichte

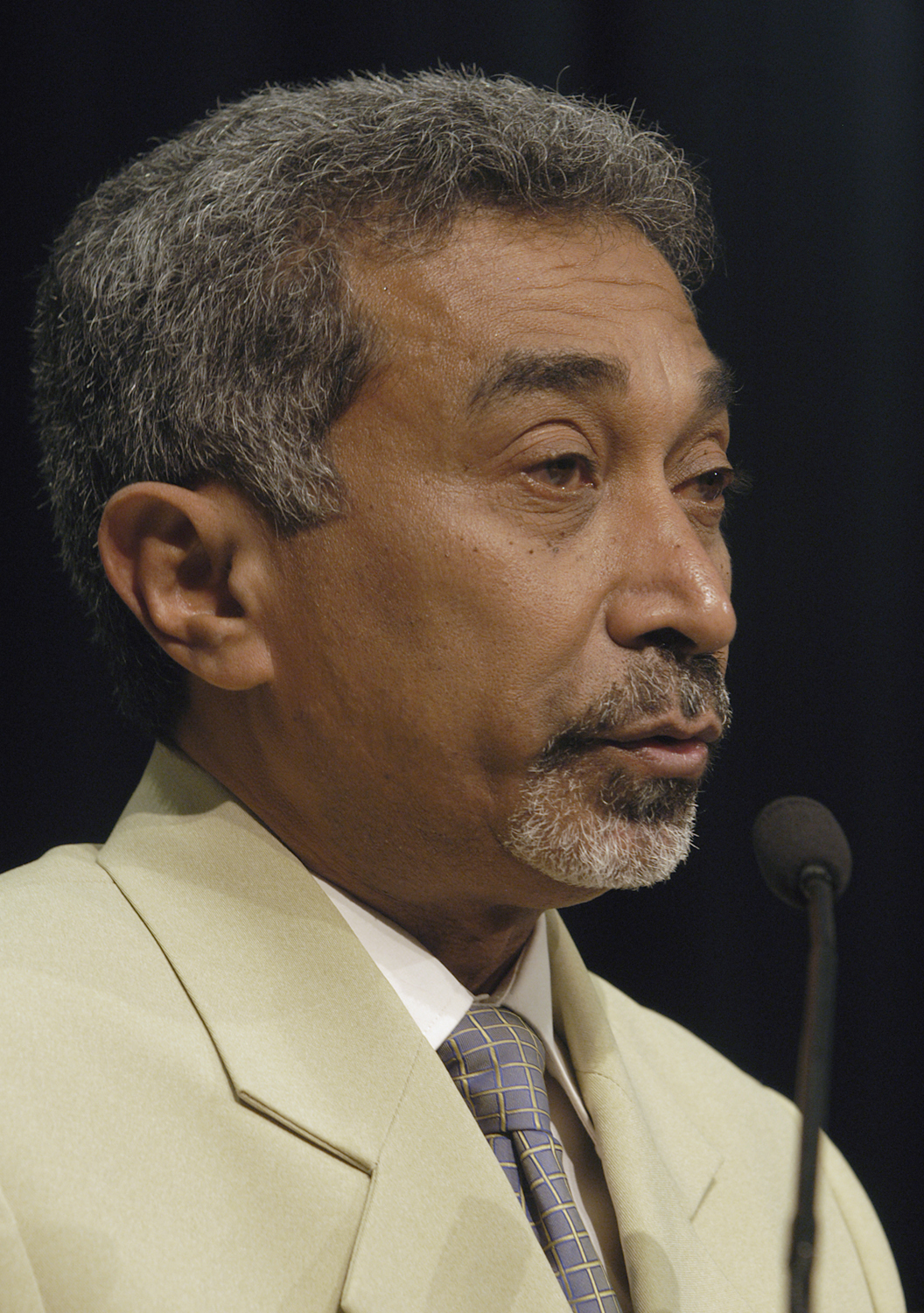
Marí Alkatiri, Premierminister Osttimors

Osttimor wurde 2002 unabhängig. Am 14. März 2003 erklärte Premierminister Marí Alkatiri die Position der osttimoresischen Regierung zum damals schwehlenden Irakkonflikt. Er nahm dabei Bezug auf die jüngere Geschichte Osttimors, in der das Land von Indonesien besetzt wurde und 24 Jahre lang vergeblich auf internationale Unterstützung gewartet habe. Alkatiri teilte die Auffassung, dass den Vereinten Nationen mehr Zeit für den Abschluss ihrer Arbeit hätte eingeräumt werden müssten. Osttimor forderte eine Verhandlungslösung und lehnte einen Krieg ab. Im Gegensatz dazu sah Alkatiri aber die Zeit, einen „entschlossenen Kampf gegen alle Formen des Terrorismus“ zu führen, und forderte eine Intervention gegen das irakische Regime von Saddam Hussein, das „keinen Raum für Frieden lässt, das sein Volk unterdrückt, Völkermord an ethnischen Minderheiten begeht, Kuwait überfallen und besetzt hat und den Iran angegriffen hat.“ Es wäre aber auch an der Zeit nachzudenken, „wie der neue Irak nach der Intervention, die unweigerlich zu Zerstörung und Trauer führen wird, unterstützt werden kann.“ Am 20. März begann mit der Bombardierung Bagdads durch die Vereinigten Staaten der Irakkrieg.

## Diplomatie
Die beiden Staaten haben keine Botschaft im jeweils anderen Land. Die irakische Botschaft im indonesischen Jakarta hat auch die Zuständigkeit für Osttimor. Im Irak vertritt Osttimors Honorarkonsul in Beirut Joseph Issa das südostasiatische Land.

## Wirtschaft
Für 2018 gibt das Statistische Amt Osttimors keine Handelsbeziehungen zwischen Osttimor und dem Irak an.